# Famars
Famars è un comune francese di 2 595 abitanti situato nel dipartimento del Nord nella regione dell'Alta Francia.
Il territorio comunale è attraversato dal fiume Rhonelle.

## Società

### Evoluzione demografica
Abitanti censiti